# Aquila Walsh

Aquila Walsh ( 15 de mayo de 1823 - 6 de marzo de 1885 ) fue un político, ingeniero civil y funcionario canadiense.
Nació en Charlottevill Township en 1823, hijo de Francis Leigh Walsh y nieto de Thomas Welch. Representaba a Norfolk en la Asamblea Legisladora de la Provincia de Canadá desde 1861 hasta 1867. En 1867, fue elegido por la Cámara de los Comunes canadiense para manejar el Norte de Norfolk, en Ontario. Era un conservador y lo derrotaron en 1872 y 1878. Trabajo ocupando cargos políticos en Simcoe desde 1857 a 1859 y fue alcalde de esa misma en 1882. En 1882, lo designaron comisionado de las tierras de corona de Manitoba. Murió en Winnipeg, Manitoba en 1885.
Su hijo Guillermo L. Walsh sirvió como Teniente Gobernador de Alberta a partir de 1931 hasta 1936.
- Datos: Q4782912